# Cyklistický trikot

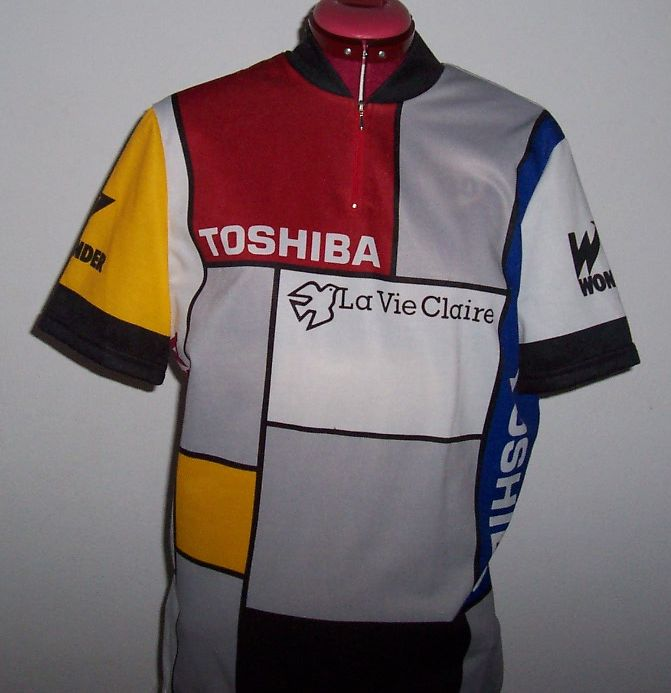
Cyklistický trikot z osmdesátých let

Trikot je speciální oblečení, které zahaluje trup cyklistického závodníka. Jeho střih je uzpůsoben k co nejpohodlnějšímu sezení v předklonu, přiléhá těsně k tělu, aby se minimalizoval odpor vzduchu. Je vyroben z materiálu, který dobře odvádí pot, vpředu je opatřen zdrhovadlem, aby se mohl jezdec v horku rozepnout. Na zádech jsou umístěny kapsy, do nichž závodník ukládá občerstvení. Při závodech bývá trikot opatřen startovními čísly.  
Trikoty se vyrábějí v pestrých barvách, což zvyšuje bezpečnost jezdce a pomáhá orientaci diváků, spolujezdců i trenérů. Profesionální týmy mají své typické trikoty, opatřené velkými reklamami sponzorů. Na mistrovství světa v cyklistice a olympiádě startují závodníci v reprezentačních dresech, pro české a československé závodníky je tradiční trikolóra ze svislých modrých, červených a bílých pruhů. Kromě toho existují speciální trikoty pro jezdce, kteří dosáhli mimořádného soutěžního úspěchu.
- Duhový trikot má právo nosit úřadující mistr světa v silniční cyklistice, dráhové cyklistice, cyklokrosu, BMX, sálové cyklistice a paracyklistice v kategoriích mužů, žen, juniorů a do roku 1993 amatérů. Je bílý s pěti barevnými pruhy symbolizujícími pět kontinentů.[2]
- Pro vítěze mistrovství Evropy v cyklistice je určen modrý trikot se žlutými hvězdami, vycházející z vlajky EU.
- V některých zemích mají také vlastní trikoty pro vítěze národního šampionátu.[3]
  -  Belgie (Driekleur trikot)  Itálie  Česká republika
- Žlutý trikot pro vedoucího závodníka zavedla Tour de France v roce 1919. Používají ho také Tour de Suisse, Paříž–Nice, Kolem Polska nebo kdysi nejvýznamnější závod na českém území Závod míru.
- Růžový trikot (maglia rosa) označuje od roku 1931 lídra na Giro d'Italia podle růžové barvy partnerského deníku La Gazzetta dello Sport.
- Červený trikot se uděluje na závodě Vuelta a España a Tour de Peking, na Giro d'Italia ho nosí vítěz bodovací soutěže.
- Modrý trikot pro nejlepšího vrchaře Giro d’Italia, nebo pro vítěze celkové klasifikace se uděluje celkovému lídrovi závodu Tirreno–Adriatico. V minulosti se uděloval také na Závodě míru a to nejlepšímu družstvu. Vzhledem k tomu, že komunistické režimy braly vrcholový sport především jako nástroj propagace své země, byla soutěž reprezentačních družstev velmi prestižní a závodníci jí museli nezřídka podřídit i lepší individuální umístění.[4] Ve 21. století se klasifikace zemí sleduje už pouze v mládežnických závodech, jako je Závod míru U23.
- Zlatý trikot (Vuelta a España do roku 2010, Kolem Británie, Kolem Kataru)
- Okrový trikot (Tour Down Under)
- Tyrkysový trikot (Kolem Turecka)
- Zelenobílý trikot (Kolem Katalánska)
- Bílý trikot (vedoucí závodník Eneco Tour, na Tour de France a Giro d'Italia nejlepší jezdec do 25 let)
- Zelený trikot nosí na Tour de France, Vueltě, Paříž–Nice a dalších závodech nejlepší sprinter, body se udělují za umístění v závěrečných dojezdech etap a na rychlostních prémiích.
- Puntíkovaný trikot pro nejlepšího vrchaře (Tour de France, Paříž–Nice)
- Azurový trikot pro soutěž Intergiro, v níž se boduje pořadí při průjezdu polovinou každé etapy Gira
- Černý trikot (maglia nera) nosil do roku 1951 na Giru poslední závodník průběžného pořadí. Na Tour de France dostává ten, kdo závod dokončil s nejhorším časem (ale v limitu), jako cenu červenou lampu (Lanterne rouge) jako ocenění vytrvalosti a obětování pro tým.[5]

Trikoty se také mohou kombinovat s barevně odlišenou látkou, na níž jsou vytištěna startovní čísla. Například na Tour de France jezdí členové nejlepší stáje s čísly na žlutém pozadí a nejbojovnějšímu závodníkovi se uděluje červené číslo.